# Языки Китайской Народной Республики
Языки Китая (КНР, Китайская Народная Республика) — языки, на которых говорят признанные 56 этнических групп. Языки Китая известны как Zhongyu (кит. трад. 中語, упр. 中语, пиньинь Zhōngyǔ), и их изучение является отдельной академической дисциплиной в Китае. Zhongyu охватывает 8 первичных языковых семей, разнообразных морфологически и фонетически, имеет взаимопонятность друг с другом. Языки, наиболее изученные и поддерживаемые государством, включают китайский, монгольский, тибетский, уйгурский и чжуанский. В Китае 292 живых языка и один вымерший язык (чжурчжэньский язык), согласно Ethnologue.
Китайский стандартный язык (в Китае известен как путунхуа) является официальным национальным разговорным языком на материке. Несколько других автономных районов имеют дополнительные официальные языки. К примеру, тибетский язык имеет официальный статус в пределах Тибетского автономного района, а монгольский имеет официальный статус на территории Внутренней Монголии. Языковые законы Китая не распространяются ни на Гонконг, ни на Макао, которые также имеют другие официальные языки, чем остальной Китай.
Есть большие практические, социальные и экономические стимулы для функциональности путунхуа — стандартизованной формы севернокитайского языка, основанного на пекинском диалекте и являющейся разговорной с разной степенью влияния диалектов на севере и юго-западе Китая. Путунхуа служит как лингва франка в районе, где говорят на севернокитайском, и в меньшей степени по другим различным группам в континентальном Китае.

## Разговорные языки
Разговорные языки национальностей, на которых говорят в Китае, принадлежат по меньшей мере к 9 семьям:
- Сино-тибетские языки: 19 официальных национальностей (включая хань и тибетцев).
- Тай-кадайские языки: на нескольких языках говорят чжуаны, буи, дайцы, дун, ли. 9 официальных национальностей. Рассматривается как сино-тибетская ветвь в Китае.
- Языки мяо-яо: 3 официальных национальности.
- Австроазиатские языки: 4 официальных национальности (палаунг, буланы, гин, ва).
- Алтайские языки: 18 официальных национальностей.
  - Тюркские языки: уйгуры, казахи, салары и др. 7 официальных национальностей.
  - Монгольские языки: монголы, дунсян и связанные с ними группы. 6 официальных национальностей.
  - Тунгусо-маньчжурские языки: маньчжуры (прежние), нанайцы и 5 других национальностей.
  - Корейский язык.
- Индо-европейские языки: 2 официальных национальностей (русские и таджики). Существует также айнийский язык, на который сильно повлиял персидский язык, на котором говорит народ эйну в юго-западном Синьцзяне, которые также считаются уйгурами.
- Австронезийские языки: 1 официальная национальность (гаошань, которые говорят на многих языках формосанской ветви), 1 неофициальная (уцулы, говорящие на цатском языке, но считаются как хуэй).

## Письменности языков
Следующие языки, традиционно имеющие формы, не связанные с китайским письмом (ханьцзи):
- Дайцы — новое письмо лы, тай-ныа, бирманское письмо, тайдонь
- И — носу — письмо и
- Казахи — казахский язык — арабское письмо
- Киргизы — киргизский язык — арабское письмо
- Корейцы — корейский язык — письмо хангыль
- Маньчжуры — маньчжурский язык — маньчжурское письмо
- Монголы — монгольский язык — монгольское письмо
- Наси — письмо дунба/гэба (вышло из употребления)
- Сибо — сибинский диалект — маньчжурское письмо
- Тибетцы — тибетский язык — тибетское письмо
- Уйгуры — уйгурский язык — арабское письмо
- Хуэй — китайский язык — арабское письмо
- Шуйцы — шуйский язык — шуйское письмо (вышло из употребления)

Некоторые раньше использовали китайскую письменность:
- Кидани (монгольские предки) — киданьский язык — киданьское письмо
- Корейцы — корейский язык — письмо ханча
- Тангуты (сино-тибетский народ) — тангутский язык — тангутское письмо
- Чжуаны — чжуанский язык — чжуанское письмо
- Чжурчжэни (маньчжурские предки) — чжурчжэньский язык — чжурчжэньское письмо

Китайские дворцы, храмы, монеты, которые имеют традиционное начертание на 5 письменностях:
- Китайская письменность
- Маньчжурское письмо
- Монгольское письмо
- Тибетское письмо
- Уйгурское письмо

Во время монгольской династии юань официальной системой письма была:
- Монгольское квадратное письмо

Китайские банкноты содержат в себе несколько письменностей в дополнение к китайской письменности. К ним относятся:
- Арабское письмо (для уйгуров)
- Латиница (для чжуанов)
- Монгольское письмо
- Тибетское письмо

10 национальностей, которые никогда не имели систему письма имеют, согласно поощрению КНР, развивающийся фонетический алфавит. Согласно публикации 2005 года в белой газете правительства, «к концу 2003 года 22 этнических меньшинства использовали 28 письменных языков».